# Fukutami (manzana)
Fukutami (en japonés: 福見) es el nombre de la variedad cultivar de manzano (Malus domestica). 
Un híbrido de manzana del cruce de 'Jonathan' x 'Ralls Janet'. Criado en 1933 en la "Estación Experimental de Manzanas de Aomori" Japón. Descrito y nombrado en 1948. Fue introducido en las redes comerciales en 1974. Las frutas tienen una pulpa firme y fina con un sabor bastante dulce y subácido.

## Sinonimia
- "Fukumi",
- "Fukatami".

## Historia
'Fukutami' es una variedad de manzana, híbrido del cruce de 'Jonathan' x 'Ralls Janet'. Desarrollado y criado a partir de Parental-Madre 'Jonathan' mediante una polinización por Parental-Padre la variedad 'Ralls Janet'. Criado en 1933 en la "Estación Experimental de Manzanas de Aomori" Japón. Descrito y nombrado en 1948. Fue introducido en las redes comerciales en 1974.
'Fukutami' está cultivada en diversos bancos de germoplasma de cultivos vivos tales como en National Fruit Collection (Colección Nacional de Fruta) de Reino Unido con el número de accesión: 1953-008 y Nombre Accesión : Fukutami.

## Características
'Fukutami' árbol de extensión erguida, de vigor moderadamente vigoroso, portador de espuela. Tiene un tiempo de floración que comienza a partir del 6 de mayo con el 10% de floración, para el 11 de mayo tiene una floración completa (80%), y para el 18 de mayo tiene un 90% caída de pétalos.  La fruta crece en racimos.
'Fukutami' tiene una talla de fruto pequeño que tiende a mediano; forma redondos que tienden a cónicos, altura 56.00mm, y anchura 67.00mm; con nervaduras medias, y corona muy débil; epidermis con color de fondo amarillo, con un sobre color rojo, importancia del sobre color media, y patrón del sobre color rayas / chapa, presentando un lavado rojo cereza brillante y un patrón de rayas, "russeting" (pardeamiento áspero superficial que presentan algunas variedades) muy bajo; cáliz pequeño y cerrado, ubicado en una cuenca poco profunda algo dentada; pedúnculo delgado y largo, colocado en una cavidad estrecha y profunda; carne de color verde pálido, de grano fino y firme. Dulce, muy agrio.
Su tiempo de recogida de cosecha se inicia a finales de octubre. Se mantiene bien durante cuatro meses en cámara frigorífica.

## Usos
Una excelente manzana para comer en postre de mesa.

## Ploidismo
Diploide, auto estéril. Grupo de polinización: C, Día 11.